# Ultrasurf
UltraSurf é um freeware de evasão de censura da Internet criado pela UltraReach Internet Corporation. O programa ignora a censura da Internet e os firewalls usando um servidor proxy HTTP e emprega protocolos de criptografia para privacidade.
O programa foi desenvolvido por dois grupos diferentes de praticantes do Falun Gong ao mesmo tempo, um que começou nos EUA em 2002 por chineses expatriados. O programa foi projetado como um meio de permitir que os usuários da Internet contornem o Grande Firewall da China. Atualmente possui até 11 milhões de usuários em todo o mundo. A ferramenta foi descrita como "uma das mais importantes ferramentas de expressão livre na Internet" pela Wired e como a ferramenta de evasão de "melhor desempenho" pela Universidade de Harvard em um estudo de 2007; um estudo de 2011 da Freedom House classificou-o em quarto lugar. Críticos da comunidade de código aberto, diz George Turner, expressaram preocupação com a natureza de código fechado do programa e a suposta segurança por meio do design obscuro; A UltraReach diz que suas considerações de segurança significam que preferem a revisão de especialistas terceirizados à revisão de código aberto.